# Фалуньгун
Фалуньгу́н (кит. трад.  法輪功, упр. 法轮功, пиньинь Fǎlún Gōng — духовная энергия колеса закона), «усердная работа с колесом учения»; или Фалу́нь да фа́ (кит. трад. 法輪大法, упр. 法轮大法, пиньинь Fǎlún dàfǎ — «великий закон колеса учения», «практика колеса дхармы», «великий метод колеса дхармы») — новое религиозное движение, в основе которого лежит традиционная китайская гимнастика цигун в сочетании с элементами буддизма, даосизма, конфуцианства и китайских народных верований. Тремя главными ценностями в Фалуньгун выступают конфуцианские принципы «истина» (真, чжэнь), «сострадание» (善, шань) и «терпение» (忍, жэнь).
Фалуньгун возникла в начале 1990-х годов в Китае и впоследствии получила распространение за пределами страны. Создатель учения и бессменный лидер Фалуньгун («Учитель») — Ли Хунчжи.
Из-за особенностей Фалуньгун возникают сложности с определением этой «нетрадиционной сакральной веры» и «оккультной школы»: ряд авторов определяет Фалуньгун как секту или религию, с чем не согласны апологеты движения.
В материковом Китае с 1999 года деятельность движения Фалуньгун полностью запрещена и уголовно наказуема. Есть сведения об использовании властями КНР внесудебного лишения свободы и других насильственных мер для принуждения сторонников движения к отказу от убеждений и практики.
В России с 2020 года запрещено публичное распространение нескольких информационных материалов и деятельность одной российской и нескольких иностранных организаций, связанных с Фалуньгун.

## Предыстория
В новейшее время интерес к цигун в Китае снова усилился в начале 1950-х годов, когда китайские ленинисты решили испробовать на опыте оздоровительное действие этой традиционной практики. Но они придумали новый термин для наименования этого, чтобы избежать нежелательных ассоциаций с религией, которую маоисты объявили «феодальным суеверием» и всячески преследовали. Поэтому ранние сторонники возрождения практики цигун представляли её, как одно из направлений в китайской традиционной медицине, не рассматривая религиозные аспекты.
Политические и экономические перемены, произошедшие в КНР после окончания «культурной революции» (1966—1976) и начала реформ (1978), способствовали определённой либерализации китайского общества и в то же время оказали влияние на общественное сознание и духовную культуру населения страны.
Кандидат исторических наук, ведущий инженер Байкальского института природопользования Сибирского отделения Российской академии наук А. А. Рабогошвили указывает, что для КНР этот период был отмечен возрождением религиозной активности — «наряду с такими институционально и законодательно оформленными религиями, как даосизм, буддизм, ислам, католицизм и протестантизм, большая часть населения обратилась к так называемым синкретическим религиям и народным верованиям, официально не признанным властями и потому привлекающим особое внимание». При этом наибольший общественный резонанс, по мнению исследователя, вызывают различные религиозные движения, возникшие или возобновившие свою деятельность на территории КНР. Наиболее известным из них стало движение Фалуньгун (Фалунь Дафа), основанное в 1992 году.
По мнению профессора философии Народного университета в Пекине Хэ Гуанху (He Guanghu), возрождение религиозности в Китае было обусловлено политикой воинствующего атеизма государства в период «культурной революции» и наступлением состояния аномии в китайском обществе после её окончания. Американский исследователь Иэн Джонсон (Ian Johnson), анализировавший обстоятельства появления в КНР новых религиозных движений на основе цигун, сделал вывод, что этому способствовали идеологические преобразования в стране и дискредитация традиционных религий.
В таком «духовном вакууме» постмаоистской эпохи десятки миллионов китайцев, в основном пожилые горожане, стали практиковать различные системы упражнений цигуни некоторые харизматичные учителя основали школы. В некоторое время практиковалось более 2000 различных дисциплин цигуна.
Государственные власти также проявили интерес к изучению цигуна, решили поставить это движение под контроль государства, для чего учредили специальную государственную организацию — «Китайское общество исследований цигун» (КОИЦ).

## Учение Фалуньгун

### Характеристика

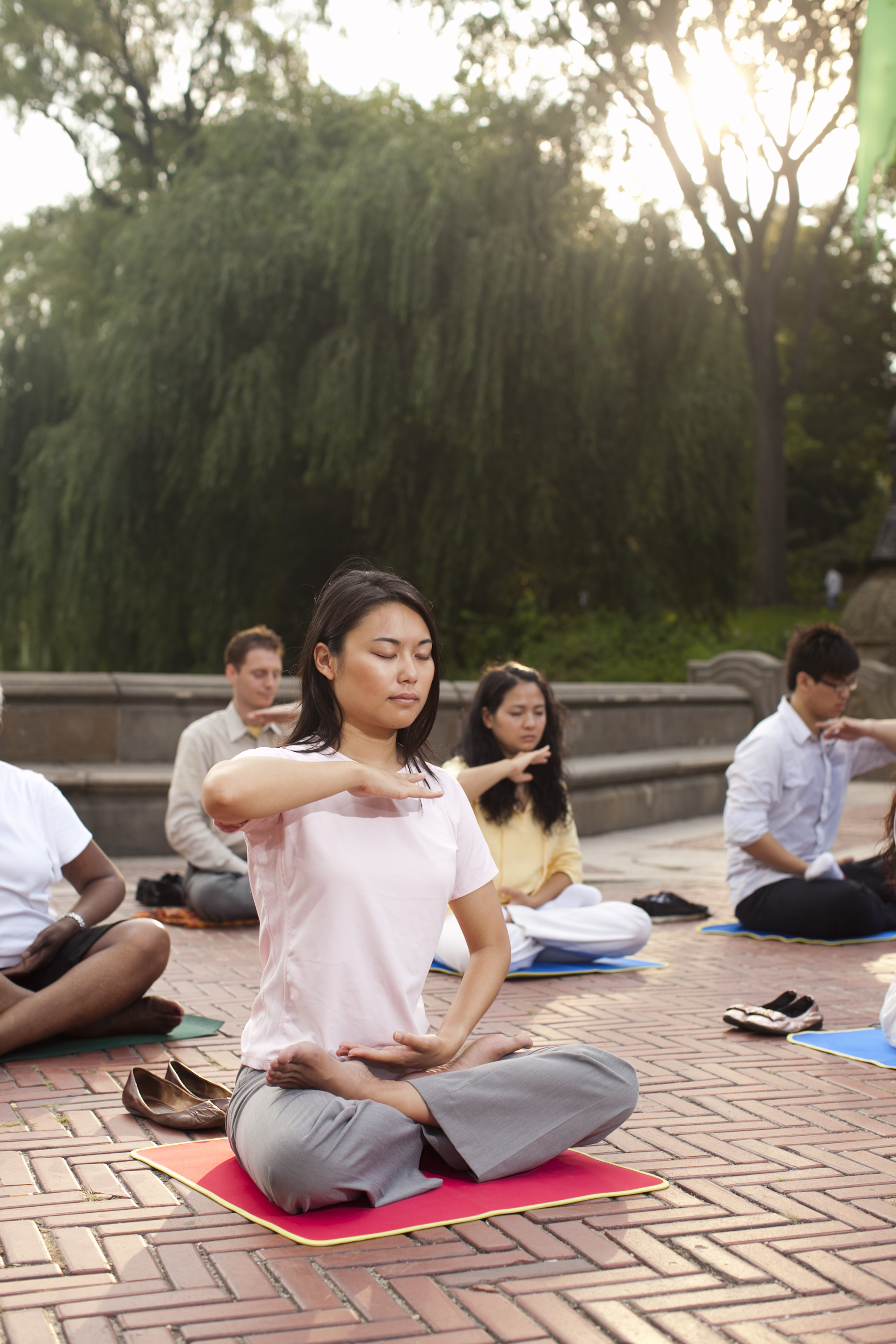
Практикующие Фалуньгун делают пятое упражнение, медитацию. Манхэттен, Нью-Йорк

Фалуньгун имеет характерные для нетрадиционных религий черты: религиозный радикализм и социальную альтернативность. Учение сочетает черты даосизма, буддизма и конфуцианства. При этом Ли Хунчжи заявляет об исключительности фалуньгуна как «Великого Закона совершенствования» и о своей роли «истинного» религиозного наставника (что характерно для гуризма), достигшего высочайшего уровня совершенства и способного с помощью своего «Тела Закона» очищать и защищать учеников, их дома и места практики. Ли представил Фалуньгун как часть «многовековой традиции совершенствования». Дэвид Палмер считает, что Ли Хунчжи «переопределил свой метод так, что его цели полностью отличаются от целей цигуна: этой практикой занимаются не для физического оздоровления, и не для овладения сверхъестественными силами, но ради очищения сердца и духовного спасения».
Фалуньгун отличается от других школ цигун тем, что это учение затрагивает самые разные духовные и метафизические темы, делая основной акцент на морали и добродетели, и вырабатывает свою отдельную космологию. Практика Фалуньгун соотносится с практикой буддийской школы (Фоджиа), но при этом заимствует концепции и терминологию из даосизма и конфуцианства. Потому ряд исследователей относит Фалуньгун к синкретическим вероучениям.
Наряду с заимствованиями из даосизма и буддизма Ли Хунчжи критикует традиционные школы этих религий и заявляет о развитии в Фалуньгун истинного содержания этих традиций, которое было утеряно и искажено. При этом и «подлинный буддизм» и другие религии по мнению Хунчжи значительно уступают фалунь да фа. Также Ли Хунчжи заявляет о том, что фалуньгун является не религией, а способом самосовершенствования.
С большей лояльностью Ли Хунчжи относится к цигуну, заявляя, что данная практика была создана исчезнувшими высокоразвитыми цивилизациями. Тем не менее, по мнению основателя Фалуньгун, предлагаемые им практики значительно превосходят и традиционный цигун.
Фалуньгун обещает адептам просветление, превращение в сверхъестественные существа, избавление от земного существования и спасение в божественной обители. Практикующим обещается здоровье, ум, мудрость, защита от различных неблагоприятных воздействий. Ли Хунчжи заявляет о сверхъестественном влиянии проводимых им занятий, во время которых «тела учеников изменяются» и им гарантируется отсутствие любых болезней.
Религиовед и историк А. С. Агаджанян отмечает что «Ли Хунчжи объявил своё учение „древнейшей системой совершенствования души и тела“, „одной из 84 тыс. школ буддизма“, содержащей истинный закон Будды, однако этот истинный „Закон Будды“ (фофа) не имеет ничего общего с буддизмом как испорченной религией „последнего периода упадка и гибели Дхармы“. Истинный закон Будды есть также закон Дао».

### Основные положения
Фалуньгун заявляет о стремлении помочь практикующему в его духовном росте с помощью определённых физических упражнений и медитации, при условии строгого следования нравственным требованиям. Тремя главными ценностями в Фалуньгун являются истина (真, Zhēn), доброта (善, Shàn) и терпение (忍, Rěn). Эти три абстрактных принципа считаются в Фалуньгун лежащими в природе вещей мироздания и рассматриваются в качестве основных критериев различения правильного и неправильного, а также наивысшим проявлением дао и дхармы. При этом утверждается, что человеческое общество отошло от этих принципов.
Приверженность этим добродетелям и их укрепление рассматривается как существенная часть практики Фалуньгун. В книге «Чжуань Фалунь» (轉法輪) Ли Хунчжи пишет: «Как бы ни изменялись нормы морали человечества, свойство Вселенной не может изменяться. Оно же и является единственным критерием оценки хорошего и плохого человека. Тогда совершенствующийся должен предъявлять к себе требования в соответствии со свойством Вселенной, а не должен предъявлять требования в соответствии с критериями обычных людей».

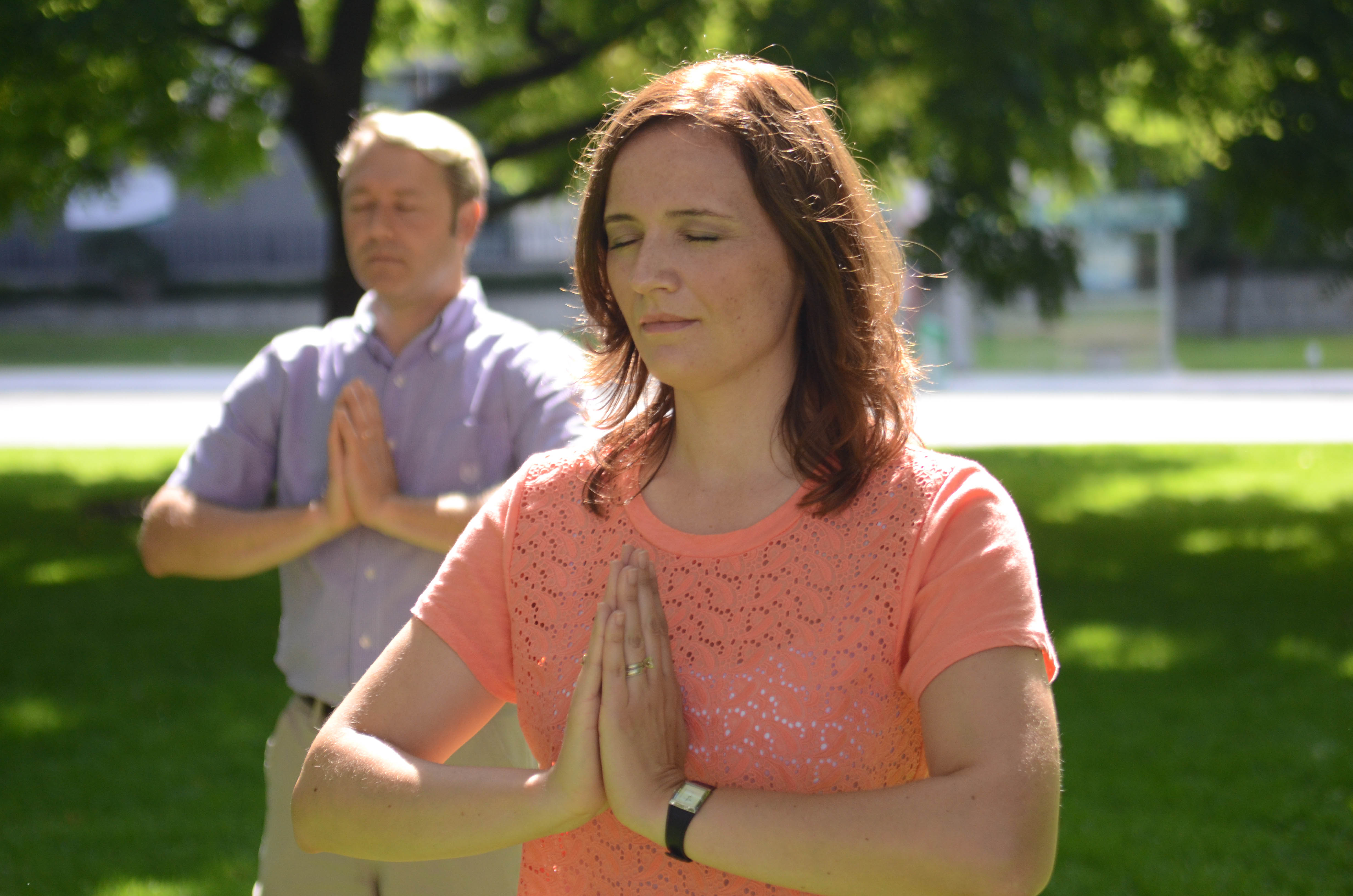
Ученики Фалуньгун занимаются практиками в Торонто, держа руки в положении «хеши»

Практика Фалуньгун состоит из двух основных частей: выполнения упражнений и улучшение собственного «Синьсин» (характера, темперамента, выдержки). Ли Хунчжи определяет «Синьсин» как то, что «включает в себя Дэ (Дэ является одной из материй), терпение, уразумение, отречение, отказ от разных стремлений человека, разных пристрастий, а также умение переживать горе и так далее — включает вещи очень многих областей». Заявляется, что повышение нравственного уровня человека происходит, с одной стороны, через согласование жизни с истиной, состраданием и терпением, а с другой — через оставление желаний и «негативных мыслей и поведения, таких как жадность, алчность, похоть, вожделение, убиение, борьба, воровство, разбой, жульничество, ревность и т. д.». К практическим упражнениям также относят неустанное чтение текстов Ли Хунчжи. Учение Фалуньгун не предусматривает обособления последователей от светского общества, одобряет соблюдение законов, частную собственность, семью и работу; оно отрицательно относится к внебрачным половым связям, курению табака и употреблению алкоголя, считает их вредными для здоровья тела и чистоты разума.
Культовые сооружения в Фалуньгун отсутствуют. Упражнения выполняются коллективно на открытых площадках, заявляется, что обладающие сверхъестественными способностями адепты могут видеть «багрово-красное сияние» над местом проведения занятий. При этом развитие и совершенствование последователя учения Фалуньгун предполагается осуществлять силами не только самого человека, соблюдающего определённые правила и выполняющего предписанные учением упражнения и практики, но так же силами невидимых «энергетических колёс» — фалуней, располагающихся в нижней части живота и в других частях тела, и образующих особый «энергетический механизм» — цицзи. Ли Хунчжи утверждает, что такой невидимый механизм может работать непрерывно и автоматически, обеспечивать циркуляцию сакральных энергий и совершенствовать человека даже в том случае, если у последнего совершенно нет времени или возможности заниматься специальными упражнениями и духовными практиками.
Ли Хунчжи обещает привести учеников к обретению состояния «молочно-белого тела» (цели ряда других традиционных практик), при котором человек перестаёт болеть, за считанные часы. На следующих уровнях разумные сущности, живущие в теле практикующего начинают проявлять активность, в конце концов появляются «дети тонкой субстанции» (иньхай) и развивается двойник тела — «бессмертное дитя». Утверждается, что последователь Фалуньгун может развить в себе «любые сверхъестественные способности, существующие во Вселенной или приобретаемые в других школах совершенствования» [2, 52]. На одной из высших стадий тело адепта должно стать прозрачным, а мощь огромной и безграничной. На ещё более высоких уровнях происходит просветление, и в итоге уровень адепта может стать выше, чем у бодхисаттв и Будды. Сверхъестественные способности при этом не рекомендуется использовать для достижения практических целей, они должны только показывать уровень достижения человеком сакрального совершенства.

### Символ
Религиовед Бенджамин Пенни отмечает, что эмблемой Фалуньгун является символ колеса Закона — фалунь, в середине которого изображена «большая буддистская свастика окружённая четырьмя малыми свастиками и четырьмя малыми символами тайцзи или инь и ян». При этом он указывает, что в истории религий Азии знак свастики «всегда имел совершенно положительные смыслы и действительно не считался отрицательным символом на Западе до его принятия нацистской Германией». Пенни подчёркивает, что «в свастике Фалуньгун, как и у современного буддизма, были концы направленные влево» в то время как на флаге Третьего рейха «концы обычно были направлены вправо», хотя и обращает внимание на то «если бы нацистский флаг рассматривался с обратной стороны, то концы свастики указывали бы в „буддистском“ направлении». Также он отмечает, что Фалуньгун достаточно «чувствителен к положительным смыслам своего главного символа», поскольку на главном веб-сайте организации есть отдельная страница с изложением «краткой истории свастики, в которой подчеркиваются её древние, а не нацистские корни».

### Космогония и эсхатология
Важную роль в учении занимают эсхатологические представления. Ли Хунчжи рассматривает настоящее время как период глобальной деградации, хотя гибель всего сущего должна произойти и не скоро. Глубинной причиной нравственной деградации считается выпадение человека из структуры Космоса, обладающей характеристиками истины (真, Zhēn), сострадания (善, Shàn) и терпения (忍, Rěn), причём это связано с появлением общественных отношений. Единственным выходом в этой ситуации отпадения от сакрального объявляется учение Фалунь Дафа и стремление к переходу на новый уровень существования. Подобные взгляды отдаленно напоминают построения неоплатоников о постепенном отдалении от совершенного космического начала.

### Отношения с наукой
Е. Г. Балагушкин отмечает, что в вопросе отношения к науке Ли Хунчжи занимает отрицающую обскурантистскую позицию, науки о природе и обществе объявляются полностью ошибочными, научному знанию противопоставляется божественное, а достижения науки объясняются соответствующими решениями богов; при этом Балагушкиным утверждается что «Просветлённые, обитатели Святых Небес» не разрешают слишком много знать «падшему человечеству».

### Межэтнические отношения
Религиовед, социолог и философ религии Е. Г. Балагушкин указывал на то, что в учении подчеркивается значимость расовых различий, Ли Хунчжи заявляет о совпадении «расы» небесного тела и физического, при этом человек смешанной расы «теряет соотношение с небесными расами». Также в текстах Хунчжи содержатся намёки на превосходство китайцев над остальными народами. В свою очередь религиовед и историк А. С. Агаджанян отмечает что «намеренный универсализм был виден и в том, что лидеры секты постоянно подчеркивали, что их система проста, практична, „адаптирована к современной жизни“ и не предполагает никаких расовых, возрастных, национальных и культурных ограничений».

### Организация
Религиовед Дэвид Палмер, основываясь на утверждении Ли Хунчжи, подчеркивает, что Фалунь дафа не имеет «структуры и формы», не оперирует денежными средствами, не имеет должностных лиц и системы «административного управления», а также, что люди, занимающиеся Фалуньгун, должны жить обычной жизнью, и совершенствование является частью этой жизни. Такое положение усилило концепцию равенства (перед учением и учителем) среди последователей — тех, кто непосредственно связан с мастером через изучение его книг и следует его наставлениям. Палмер предполагает, что последователей можно в какой-то степени сравнить с монахами, однако они должны оставаться жить в обычной общественной среде. И поскольку, как говорит Ли Хунчжи, Фалуньгун не является религией, религиозные проявления не являются значимыми для совершенствования. Тем не менее, учёный отмечает что, многие последователи усматривали в Фалуньгун общеизвестные «религиозные методы и формы», часто задавали Ли Хунчжи различные вопросы, связанные с этой темой. Однако отвечая на вопросы последователей в отношении религиозных проявлений, Ли Хунчжи однозначно утверждает о неприемлемости таких методов.
Религиовед Дэвид Оунби отмечает, что организационным звеном, по сути единственным, являются веб-сайты, на которых публикуются тексты выступлений Ли Хунчжи и своего рода «виртуальное» отображение опыта совершенствования последователей Фалуньгун. Также, по мнению Оунби, на этих сайтах размещается информация, которая помогает последователям Фалуньгун в «реализации целей движения», в частности, в стремлении ослабить преследование Фалуньгун со стороны китайского правительства .
По данным религиоведа, социолога и философа религии Е. Г. Балагушкина, движение состоит из культистско-сектантских групп и управляется сетью наставников во главе с Ли Хунчжи, базируясь на авторитарном институте гуризма.

## Возникновение и распространение учения в Китае

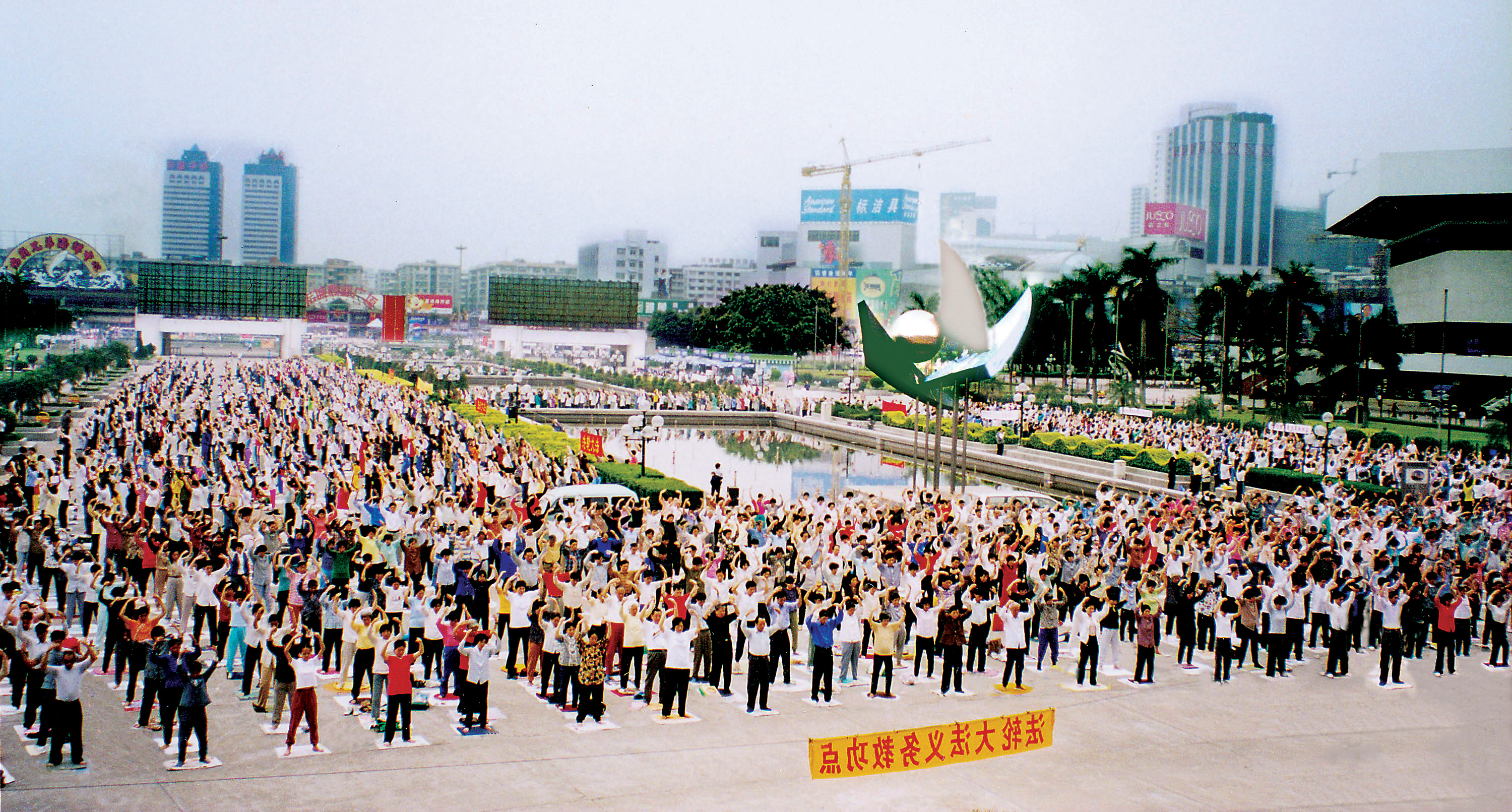
Практикующие Фалуньгун на площади в Гуанчжоу в середине 90-х годов XX века

13 мая 1992 года в городе Чанчунь на северо-востоке Китая Ли Хунчжи провёл первый открытый семинар по фалуньгун (также названному Фалунь Дафа). Созданная им «система совершенствования» первоначально считалась одной из школ практики цигун и находилась под эгидой Китайского научно-исследовательского института цигуна, получая государственную поддержку.
Бенджамин Пенни отмечает, что в 1992 и 1993 годах на Восточной выставке здравоохранения в Пекине Ли Хунчжи получил награды «Самый признанный в массах мастер цигун» (англ. Qigong Master Most Acclaimed by the Masses) и «Награда за достижения в пограничной науке» (англ. The Award for Advancing Boundary Science).
Однако вскоре в материковом Китае начались проблемы в отношениях между властями, школами цигун и обществом. Так, по мнению Оунби, конфликт между движением Фалуньгун и властями КНР возник не сам по себе, а как часть более широкой общественно-политической дискуссии о социальной ценности цигуна в целом и месте подобных практик в китайском обществе. Даже во время пика популярности увлечения цигуном в Китае находились скептики, которые публично выступали с резкой критикой различных школ и мастеров цигуна, в том числи с критикой Ли Хунчжи и движения Фалуньгун. Они заявляли, что подобные практики улучшения физического и морального состояния не имеют объективного подтверждения своей действенности, и ничем не лучше религиозных суеверий или магии. В частности, ещё в 1988 и 1989 году учёные проводили эксперименты по проверки наличия сверхъестественных способностей у нескольких известных мастеров цигун, включая Чжан Баошена (иер. трад. 張寶勝) и Ян Cина, и те не смогли продемонстрировать ничего подобного, а в 1990 году не менее знаменитая мастерица цигун — Чжан Сянюй — была арестована по обвинению в «обмане людей». Примерно в то же время врачи ряда китайских больниц, в том числе психиатрических, сообщали об увеличении числа пациентов с расстройствами, вызванными неправильной или чрезмерной практикой цигун. Власти КНР тогда пытались бороться не с любыми, а только с «ненаучными» или «фальшивыми» школами и практиками цигун, и ввели обязательную государственную регистрацию не только мастеров, но и всех практикующих цигун. Несмотря на подобные проблемы с отдельными практикующими и мастерами, цигун в целом продолжал рассматриваться не как суеверие, а как китайское национальное достояние, которое следовало оберегать и поддерживать. Однако со временем отношение властей КНР к цигуну становилось всё более настороженным. В марте 1994 года умер Чжан Чжэньхуань, один из самых высокопоставленных сторонников цигуна, а в октябре того же года Министерство гражданских отношений КНР приказало расформировать Международную федерацию по изучению цигун (англ. International Federation of Qigong Sciences); офисы этой организации в Сиане были опечатаны, и был обыск в доме её генерального секретаря. После этого вышли официальные рекомендации усилить работу по популяризации науки и началась кампания по борьбе с псевдонаукой.
Одни из самых известных борцов с лженаукой и суевериями был академик АН Китая физик Хэ Цзосю, противник китайской традиционной народной медицины и других практик, действенность которых не подтверждена академическими научными исследованиями, а также (по словам антрополога Ноа Портера и сторонника Фалуньгун Итана Гутмана) — родственник члена Политбюро и секретаря Политико-юридической комиссии ЦК КПК Ло Ганя. В июне 1995 года Хэ Цзосю в соавторстве с Цзян Хонлином и Дзян Тонлином опубликовал статью, в которой жёстко критиковался цигун и даже утверждалось о его связи с «Аум синрикё». В том же месяце был издан доклад «Комитета научных расследований заявлений о паранормальных явлениях» (англ. Committee for the Scientific Investigation of Claims of the Paranormal) — группы американских учёных и профессиональных фокусников, которая в 1988 году приезжала в Китай для проверки утверждений мастеров цигуна о чудодейственности этой практики. Никаких научных экспериментальных подтверждений действенности цигуна эта группа не получила и в докладе высказала резко негативное отношение к нему, посчитав, что шестнадцать лет государственной поддержки изучения цигун привели лишь к напрасной трате бюджетных средств и внесению хаоса в умы людей, но не к обнаружению реальных сверхчеловеческих возможностей.
В 1992—1994 гг. Ли Хунчжи отводил подобные обвинения от себя, заявляя, что он не занимается «магическими трюками», как некоторые другие мастера цигуна, а преподаёт цигун «на более высоком уровне». Не отрицая существования сверхъестественных сил и возможностей человека, он в то же время не одобрял увлечение ими, на лекциях крайне редко демонстрировал (если вообще демонстрировал) проявление своих особых способностей и призывал последователей не пытаться подражать ему. И даже говорил про «гнилые яблоки в бочонке цигуна», от которых его надо бы очистить.
В начале сентября 1994 года Ли Хунчжи заявил Китайскому обществу исследования цигун, что он вскоре прекратит проводить тренинги и всецело посвятит себя изучению буддизма. В начале 1995 года он уехал из Китая, опасаясь противников цигуна, которых становилось всё больше в государственных и партийных организациях. В сентябре 1996 через двух своих представителей в Пекине Ли Хунджи сделал официальное завявление о выходе из Китайского общества исследования цигун и повторил, что Фалуньгун больше не будет проводить тренингов в Китае. В ноябре того же года его заявление о выходе было удовлетворено, и объединение сторонников Фалуньгун перестало быть коллективным членом Китайского общества исследования цигун. Помощники Ли Хунчжи в Пекине попытались официально зарегистрировать новую «социальную организацию», для чего обратились сначала в Комиссию по отношениям с малыми народами, затем — в Китайскую буддистскую ассоциацию, наконец — в Отдел единого фронта, и везде получили отказ, после чего китайские власти сказали им оставить эти попытки. В конце 1997 года представители Фалуньгун попробовали обжаловать эти отказы в Министерство гражданских отношений и Министерство общественной безопасности, обещая, что Общество исследования Фалуньгун немедленно прекратит своё существование, прежняя организация Фалуньгун также будет распущена, а её бывшие члены будут практиковать Фалуньгун только в своём кругу, став чем-то вроде неформального общественного клуба. Подробности о рассмотрении этих жалоб неизвестны, но, по утверждениям Оунби, ясно, что в отношениях между Фалуньгун и китайскими властями уже тогда было что-то не так.

### Протесты против критики и притеснений
Во второй половине 1990-х годов в китайских СМИ появлялось всё больше критики цигуна в целом и Фалуньгун в особенности. Так, в июне 1996 года во влиятельной всекитайской газете «Гуанмин жибао» вышла статья, в которой Ли Хунчжи был назван мошенником, а его книга «Чжуань Фалунь» — «псевдонаучной книгой, пропагандирующей феодальное суеверие», бороться с которым призывались все благоразумные люди. Вскоре подобные критические статьи появились в ещё двенадцати массовых газетах. 

Движение Фалуньгун начало кампанию протеста против такой критики и притеснения. Его сторонники написали множество писем в «Гуанмин жибао» и Китайское общество исследования цигун с жалобами на то, что такая медийная кампания была нарушением долговременной государственной политики терпимости к «настоящему» цигуну.
24 июля 1996 года Центральный отдел пропаганды запретил издание произведений Ли Хунчжи в КНР.
28 августа того же года Ли Хунчжи в своём комментарии на одном из Интернет-сайтов похвалил тех практикующих Фалуньгун, которые твёрдо стояли на своём, и распекал других — и тех, кто из-за страха прекратил эту практику, и тех, кто пытался «играть в политику» — вероятно, ища себе лоббистов среди влиятельных фигур или пытаясь объединиться с другими группами, также оказавшимися под атакой критиков. Инцидент со статьёй в газете «Гуанмин жибао» Ли Хунчжи назвал проверкой нравственного роста практикующих Фалуньгун.
Та акция сторонников Фалуньгун не привела ни к каким определённым результатам. Газета «Гуанмин жибао» не изменила своей позиции, получив массу писем с жалобами. Китайское общество исследования цигун не встало на защиту своего бывшего коллективного члена, и, по мнению Оунби, оно даже хотело принести в жертву Фалуньгун ради того, чтобы спасти всё движение сторонников цигуна. Но, с другой стороны, радикальная критика Фалуньгун, опубликованная в «Гуанмин жибао», тогда ещё не получила публичной поддержки властей КНР; по данным Оунби, среди китайского руководства оставались серьёзные разногласия по отношению к Фалуньгун. Даже формально установленный запрет на публикации не всегда выполнялся в действительности. Под влиянием такой кампании критической пропаганды, в китайском обществе набирали силу анти-цигуновские настроения и особенно негативное отношение к Ли Хунчжи и Фалуньгун. Однако количество практикующих Фалуньгун продолжало расти, хоть и медленнее, чем раньше.
Дважды — в январе и в июне 1997 года — Министерство общественной безопасности КНР начинало общенациональные расследования по обвинениям Фалуньгун в осуществлении незаконной религиозной деятельности, и оба раза не нашло подтверждений этому. Третье расследование было начато тем же министерством в июле 1998 года. В этот раз Фалуньгун обвинили в том, что движение является «еретическим культом» (англ. heterodox cult), и было санкционировано внедрение агентов полиции в ряды практикующих Фалуньгун с разведывательными целями. Однако и третье расследование окончилось безрезультатно. В поддержку Фалуньгун продолжали выступать некоторые высокопоставленные деятели, включая бывшего председателия ВСНП Цяо Ши.
На эти расследования и продолжающуюся кампанию критики сторонники Фалуньгун ответили множеством мирных демонстраций; с июня 1996 по апрель 1999 года состоялось около трёхсот таких демонстраций.
После того, как в конце мая 1998 года Хэ Цзосю выступил на пекинском телеканале и объявил движение Фалуньгун опасным, несколько сотен сторонников Фалуньгун устроили восьмидневную сидячую демонстрацию около телестанции. Они утверждали, что все аргументы Хэ были неправильными, а те вероятно пострадавшие люди, которых он приводил в пример, вовсе не были практикующими Фалуньгун.
Сторонники других направлений цигуна также протестовали против критики в СМИ, вызванной, по их мнению, неправильными представлениями о цигун, использовали разные методы защиты. Так, Чжан Хунбао (кит. 张宏堡), основатель и руководитель школы Чжун Гун (кит. 中华养生益智功) активно судился с газетами. Активный критик цигуна Сима Нан в личном разговоре с Оунби признавался, что боится ходить по ночам один, поскольку некоторые мастера цигун, задетые его критикой, вполне могли нанять бандитов. Но, по сведениям Оунби, только движение Фалуньгун устраивало массовые демонстрации столь регулярно и столь смело.
Палмер утверждает, что «воинственность» движения Фалуньгун началась как раз тогда, когда протесты и демонстрации стали частью практики Фалуньгун вместе с чтением «Чжуань Фалуня» и выполнением упражнений; Оунби считает такие утверждения преувеличением и говорит, что у нас недостаточно источников информации о том, что на самом деле происходило в Китае до 25 апреля 1999 года и какие общественные дебаты вызвала начавшаяся кампания против цигун. В документах и публикациях Фалуньгун тот период истории движения упоминается крайне редко. Сторонники Фалуньгун утверждают только, что их движение никогда не было и не собирается быть политическим, а власти КНР, напротив, заявляют, что те 300 демонстраций были попыткой свергнуть правительство и установить вместо него некую «теократию». Кроме того, само слово «политический» в материковом Китае понимается не так, как в других странах: там оно применяется только к отношениям с партийными властями и ни к какой другой общественной деятельности. Последователи различных направлений цигуна, в том числе Фалуньгун, получив поддержку от некоторых высокопоставленных сторонников, восприняли её как данное им право сколько угодно продолжать заниматься своей практикой и продолжать защищать себя от нападок. Практикующие Фалуньгун не рассматривали подконтрольные государству СМИ как своего врага, с которым предстоит решительная и беспощадная борьба за правду, а скорее были склонны думать, что добросовестные журналисты были недостаточно информированы или были введены в заблуждение «антицигуновскимим лоббистами». Протестующие добивались не столько свободы прессы, сколько уважения к цигуну и поддерживающей его политике. Но даже акции в поддержку правительства и против отдельных СМИ, писателей и журналистов нередко представлялись как свидетельства безответственного и неподконтрольного деструктивного поведения сторонников Фалуньгун, как доказательства общественной опасности этого движения, и новостные репортажи с акций протеста сторонников Фалуньгун использовались в качестве пропаганды против этого движения и практики. В то же время, несмотря на все усилия исследователей, составлявших список публичных акций Фалуньгун, провластные критики не смогли выявить правонарушения, более тяжкие, чем «серьёзное нарушение нормального режима работы»; не было обнаружено никаких свидетельств насилия или конкретных политических намерений.
Как полагает Оунби, большинство участников тех демонстраций действовали добросовестно и искренне верили, что китайское государство в целом на их стороне, и что их публичные действия направлены не против властей или общественного строя, а против отдельных клеветников и других деструктивных деятелей, стремящихся опорочить цигун и использующих для этого обманутых ими чиновников и журналистов. То, что демонстрация у телестанции в Пекине и большинство других публичных акций сторонников Фалуньгун обошлись без серьёзных последствий, ещё более укрепило уверенность их участников. Но на самом деле высокопоставленные сторонники цигун и Фалуньгун не имели такого большого влияния на Бюро общественной безопасности и в целом на политику КНР, которое представлялось многим практикующим, и не смогли предотвратить дальнейшее.
В ноябре 2022 в столице Тайваня Тайбэе на площади Свободы собрались последователи Фалуньгун, одетые в жёлтые, синие, красные и белые костюмы, чтобы создать «живую» эмблему практики — Фалунь или «Колесо Закона», под эмблемой они составили семь гигантских китайских иероглифов. Акция была приурочена к 30-летней годовщине с начала распространения духовной практики в Китае (последователи учения в Китае организовали первое такое формирование в 1996 году, до того как власти начали преследовать Фалуньгун; эта традиция продолжается на Тайване, где с 2000 года организуют такие массовые мероприятия).

#### Протесты в Тяньцзине и Чжуннаньхае
11 апреля 1999 года в журнале «Юный читатель», издаваемом Тяньцзиньским педагогическим университетом, была опубликована статья Хэ Цзосю «Я не согласен с молодёжью, практикующей цигун» (кит. 我不赞成青少年炼气功). В этой статье и традиционный китайский цигун, и особенно Фалуньгун, были подвергнуты резкой критике, объявлены суевериями, вредными для молодёжи. Хэ привёл те же примеры вредного, по его мнению, влияния Фалуньгун на людей, что и в своём телевизионном интервью в мае 1998 года, вызвавшем восьмидневный сидячий пикет у телестанции, а также сравнил практикующих Фалуньгун с невежественными и суеверными «Боксёрами» (ихэтуанями) и обвинил их в вербовке малолетних детей на игровых площадках около школ.
22 апреля в ответ на эту публикацию примерно шесть тысяч практикующих Фалуньгун устроили пикет у здания редакции «Юного читателя» в Тяньцзине с требованием публикации опровержения. В отличие от предыдущих акций протеста сторонников Фалуньгун, эта не прошла без последствий: демонстрацию разогнал вызванный местными властями отряд специального подразделения полиции, состоящий из 300 человек. Нескольких последователей избили, 45 человек арестовали. Другим последователям было сказано, что если они хотят продолжать апеллировать, то им следует обращаться непосредственно в Министерство общественной безопасности в Пекине, потому что аресты демонстрантов проводились по приказу из центра, и обращение к местным властям в Тяньцзине не поможет. В тот же день Ли Хунчжи побывал в Пекине авиатранзитом на своём пути из США в Гонконг и далее в Австралию на конференцию по обмену опытом, которая проходила 1 и 2 мая. Неизвестно, было ли это как-нибудь связано с акцией протеста в Тяньцзине и почему Ли Хунчжи выбрал такой маршрут с пересадками, не испугавшись ареста на территории КНР — возможно, понадеялся на помощь своих высокопоставленных сторонников, в том числе сотрудников Бюро общественной безопасности. По мненению Оунби и Палмера, практикующие Фалуньгун узнали об этом, что прибавило им решимости перенести протесты в Пекин.

Демонстрация у ограждения Чжуннаньхая

Сообщество Фалуньгун быстро мобилизовало людей на следующую акцию, и с пяти утра 25 апреля сторонники Фалуньгун стали с разных направлений собираться к правительственному кварталу Чжуннаньхай с требованием прекратить нарастающее притеснение движения и освободить задержанных участников демонстрации в Тяньцзине — при том, что офис службы, где могли принять жалобы на действия правоохранительных органов против демонстрантов в Тяньцзине, находился не в Чжуннаньхае, а в малозаметном здании без вывески в южной части Пекина.
Гутман утверждает, что сотрудники служб безопасности заранее ожидали прибытия протестующих и загнали их на улицу Фую (Fuyou) перед комплексом правительственных зданий в Чжуннаньхае. Оунби не берётся утверждать, действительно ли протестующих намеренно сгоняли к правительственному кварталу и если да, то зачем. По сведениям Оунби, многие из практикующих Фалуньгун полагают, что демонстрантов специально направили к забору Чжуннаньхая, дабы потом обвинить движение Фалуньгун в преступлениях.
Так или иначе, протестующие оказались на тротуарах улиц, прилегающих к правительственному кварталу. К восьми утра их было около десяти тысяч человек. Они не держали плакаты и не скандировали лозунги, не препятствовали движению транспорта, но молча стояли на тротуаре вплотную друг к другу в три-четыре ряда так, чтобы посторонние не могли встрять между ними. Оказавшись рядом с правительственными зданиями, демонстранты решили подать коллективную просьбу высшим властям страны — в Китае это «исконное право», уходящее своими корнями глубоко в историю и гарантированное действующей Конституцией КНР. По словам Бенджамина Пенни, участники акций протеста желали получить компенсацию от руководства страны и «хотя вели себя тихо и вежливо, явно не ожидали того, что с ними поступят так подло».
Затем состоялась встреча премьера Чжу Жунцзи и других правительственных чиновников с тремя представителями протестующих последователей Фалуньгун. По свидетельству одного из тех представителей, Лиши Хуэйгу, озвученному в одной из китайских радиопередач и затем опубликованному Палмером и Оунби, события развивались следующим образом:
Около 8:30 Чжу Жунцзи и ещё несколько человек неожиданно вышли за ворота Чжуннаньхая. Премьер оглядел колонну протестующих на тротуаре, подошёл к ним и спросил, что они там делают и кто их туда послал. Когда ему сказали, что это движение Фалуньгун, Чжу Жунцзи сказал, что уже сделал официальное заявление по этой проблеме, на что демонстранты ответили, что ещё не получили такового. После этого Чжу попросил трёх человек пройти вместе с ним в Чжуннаньхай и там объяснить ситуацию. Все подняли руки, и премьер сам выбрал троих представителей демонстрантов. Они вошли в правительственный квартал через западный вход и ожидали в зоне безопасности, пока Чжу привёл исполнительного директора Апелляционного офиса и одного из своих высокопоставленных сотрудников на беседу с ними. Фалуньгуновцы объяснили, почему и с какой целью пришли сюда, потребовали освобождения своих единомышленников, арестованных в Тяньцзине, обеспечения законной возможности практиковать Фалуньгун и издавать свою литературу. Их выслушали и сразу же отпустили.
По другой версии, приводимой Оунби, переговоры затянулись до позднего вечера, и всё это время демонстранты продолжали тихо стоять на тротуаре. По сведениям Тонга и Гутмана, представителей движения Фалуньгун на тех переговорах с властями было не трое, а пятеро, и правительственные чиновники заверили их в том, что китайские власти поддерживают занятие оздоровительными физическими упражнениями и не рассматривают движение Фалуньгун как антиправительственное, а статья Хэ Дзосю выражает только личное мнение автора. К вечеру количество участников демонстрации достигло 21 тысячи, и живая цепь из них растянулась на 2,5 километра, но после достижения этого устного соглашения с властями демонстранты к 22:30 мирно разошлись, не оставив никакого мусора на тротуаре.
Член Политбюро КПК Ло Гань доложил о случившемся генеральному секретарю ЦК КПК Цзян Цзэминю, тот был встревожен, и, как сообщалось, был возмущён дерзостью участников этой демонстрации — крупнейшей со времён протестов на площади Таньаньмэнь. Цзян потребовал решительных действий по подавлению этой группы и, по словам сторонника Фалуньгун Дэнни Шехтера, раскритиковал Чжу Жунцзи за «чрезмерную мягкость», проявленную в такой ситуации. Вечером того же дня Цзян написал письмо с пожеланием «победы над Фалуньгун». В том письме он выразил свою озабоченность популярностью Фалуньгун и многочисленностью его сторонников, а особенно тем, что многие высокопоставленные члены Коммунистической партии Китая тоже оказались практикующими Фалуньгун. В том же письме говорилось о возможном зарубежном влиянии на протесты Фалуньгун (к тому времени Ли Хунчжи уже эмигрировал в США), и выражалась озабоченность тем, что последователи Фалуньгун используют Интернет для организации многочисленных демонстраций. Цзян также дал понять, что нравственное учение Фалуньгун противоречит марксистско-ленинскому атеистическому учению, вступает с ним в идеологическую конкуренцию.
Сторонники Фалуньгун считают Цзян Цзэминя лично ответственным за принятие решения о преследовании Фалуньгун. В качестве предполагаемых мотивов такого решения Пирман[кто?] (Peerman) называет политическую зависть или ревность Цзян Цзэминя к Ли Хунчжи, Сайч[кто?] (Saich) — идеологическую борьбу и возмущение Цзян Цзэминя широким распространением воззваний Фалуньгун. Уилли Во-Лап Лам[кто?] (Willy Wo-Lap Lam) предполагает, что решение Цзян Цземиня о начале преследования Фалуньгун было связано с его желанием консолидировать Политбюро и укрепить свою власть. По сведениям сотрудницы Human Rights Watch Микки Шпигель, первоначально среди руководителей КПК и в целом правящей элиты КНР и близко не было единодушной поддержки репрессий против Фалуньгун. Мотивы Ли Хунчжи, решившего устроить такую акцию протеста около правительственного квартала в Пекине, также остаются неизвестными. По словам Оунби, мы можем лишь догадываться о них. Возможно, Ли Хунчжи переоценил влияние движения Фалуньгун на китайское общество и государство, и не ожидал, что китайские лидеры, столько лет поддерживавшие цигун, могут окончательно повернуться против него — и жестоко просчитался.
Эта акция протеста, состоявшаяся 25 апреля 1999 года в Пекине, обошлась без происшествий, но стала поворотной точкой в истории отношений властей КНР со сторонниками Фалуньгун и других практик цигуна. Если до этого проблема Фалуньгун представлялась частью более общей проблемы практики цигун в современном китайском обществе, то после этого власти КНР стали бороться в первую очередь с Фалуньгун, и уж потом — с другими подобными организациями практикующих цигун. О последующих событиях известно намного больше подробностей, чем о предшествующих. Но большинство публикаций на эту тему, изученных Оунби, не содержат почти ничего, кроме сообщений об отдельных событиях и заведомо непримиримого спора между сторонниками Фалуньгун, гласящими о вопиющих нарушениях прав человека в ходе кампании борьбы с Фалуньгун в КНР, и сторонниками властей КНР, считающими движение Фалуньгун общественно опасным «еретическим культом», который следует полностью элиминировать. Неизвестны работы сторонних независимых исследователей, не связанных ни с движением Фалуньгун, ни с властями КНР, и при том изучавших прошлую и настоящую ситуацию на месте, на территории материкового Китая.

### Запрет Фалуньгун в материковом Китае
В июле 1999 года деятельность Фалуньгун была официально запрещена постановлением Правительства КНР на основании ст. 300 УК КНР.
Последователи культа отреагировали новой осадой правительственного квартала Чжуннаньхай.
26 декабря 1999 года в пекинском народном суде первые лица организации Ли Чан, Ван Чживэнь, Цзи Леу, Яо Цзе были приговорены соответственно к 18, 16, 12 и 7 годам лишения свободы. Кроме экономических преступлений, их обвинили в организации незаконных массовых мероприятий, нанесении вреда жизни и здоровью последователей и в незаконной передаче государственных секретов (шпионаже).
Расследование незаконной деятельности организации «Фалуньгун» продолжалось по всему Китаю ещё несколько лет. 29 июля 1999 года был выдан ордер на арест Ли Хунчжи, однако он находился к тому времени за пределами республики.
Кандидат юридических наук, доцент кафедры уголовного права и криминологии ОмГУ имени Ф. М. Достоевского М. С. Фокин со ссылкой на сообщение ИТАР-ТАСС от 24 августа 2000 года отмечал, что в КНР прошёл судебный процесс в отношении членов «Фалуньгун», по итогам которого 151 последователь был приговорён к различным срокам лишения свободы. Кроме того, он указал, что по оценкам исследователей численность Фалуньгун, учение которой представляет смесь буддизма и оккультизма, «составляет около 2 млн 100 тыс. человек (примерно 1600 из них уже покончили жизнь самоубийством)».

## Распространение учения в других странах
Распространение Фалуньгун за рубежом началось с 1994 года, когда Ли Хунчжи начал совершать зарубежные миссионерско-пропагандистские поездки в США, Канаду, Австралию, государства Западной Европы и другие страны.
В 1997 году, опасаясь ареста, основатель движения эмигрировал в США и с тех пор проживает в Нью-Йорке.
Чайнатауны крупных городов США стали центрами распространения Фалуньгун и других синкретических восточных культов, однако сегодня среди последователей имеется также значительное число белых американцев, которых привлекает магический ореол и сверхъестественные способности, которыми якобы обладает Ли Хунчжи.
В целом, религиозность в кругах китайской диаспоры в США отходит от уединенных медитаций к публичным акциям и от традиционных обрядов, которые в XXI веке кажутся слишком сложными, к ярким шествиям, сопровождаемым музыкой и национальными танцами. На этом фоне переживают рост различные синкретические культы, в то время как традиционные китайские религии уже мало знакомы молодежи, выросшей и получившей образование в США.
Новые школы, включая Фалуньгун, Чжун гун и цигун Ян Сяня, привлекают среди этнических китайцев в основном молодежь и людей среднего возраста. Старшее поколение предпочитает традиционные школы цигун.
В Вашингтоне, Сиэтле, Сан-Франциско и других городах действуют учебные центры Фалуньгун. В США была налажена эффективная система заказа видеокассет и дисков с упражнениями и проповедями Учителя.
Одним из факторов роста популярности Фалуньгун за рубежом стала деятельность СМИ, которые проявляли явные симпатии к этой организации как жертве преследований.

## Правовой статус и преследование

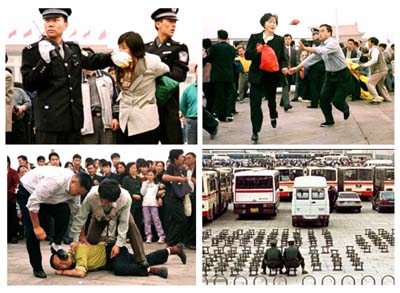
Задержания сторонников Фалуньгун в Китае

На территории материкового Китая с 1999 года по настоящее время движение и практика Фалуньгун полностью запрещены и уголовно наказуемы. По данным источников радио «Свободная Азия» на март 2019 года, такой же полный запрет Фалуньгун действует и в Северной Корее.
Запрет Фалуньгун не действует в Гонконге, в силу обязательств КНР по обеспечению значительной автономии этого специального административного района в течение переходного периода, и практически не действует на Тайване, территорию которого Пекин фактически не контролирует, хоть и претендует на неё.
Несколько связанных с движением Фалуньгун (Фалунь Дафа) не российских организаций с 2020 года признаны в России нежелательными и присутствуют в списке нежелательных иностранных НКО Минюста (решением Генпрокуратуры РФ от 17 июля 2020 года 7 НКО названы «нежелательными»). Участники этих организаций преследуются правоохранительными органами.

## Оценки и критика
Многие исследователи, в том числе А. А. Рабогошвили, Э. Джункер, А. Баркер, П. Оливер, И. Хексхам, П. Кларк и К. Партридж, считают Фалуньгун новым религиозным движением; статьи об этой организации опубликованы в нескольких справочниках новых религиозных движений и в БРЭ, где она также отнесена к таковым. Сторонники Фалуньгун могут отвергать подобную классификацию. Ю. Чжао рассматривает Фалуньгун как многогранный предмет изучения, в котором разные люди могут усматривать и находить для себя разное: от комплекса оздоровительных физических упражнений до нравственной философии и новой системы познания мира.
В китайском культурном контексте и Фалуньгун, и другие системы упражнений цигун в основном характеризуются как разновидности «практики совершенствования» (англ. cultivation practice, кит. xiulian), в ходе которой человек пытается достичь духовного совершенства, обычно путём выработки физических и нравственных условных рефлексов. В истории Китая известно множество разнообразных практик совершенствования в буддийских, даоистских и конфуцианских традициях. Бенджамин Пенни полагает, что «лучше всего охарактеризовать Фалуньгун как систему совершенствования. Системы совершенствования были особенностью китайской жизни на протяжении как минимум 2500 лет». При этом в современном Китае принято относительно узкое определение понятия «религия» (кит. zongjiao). По словам Дэвида Оунби, в Китае с 1912 года этим словом называют только «мировые исторические верования», в которых есть «высокоразвитые институты, духовенство и текстуальные традиции» — а именно буддизм, даосизм, ислам, протестантизм и католицизм. При таком определении религии, движение Фалуньгун нельзя отнести к ней, поскольку у практикующих нет храмов, ритуалов богослужения, духовенства или формальной иерархии. Поэтому ни сторонники, ни противники Фалуньгун в Китае не называли это общественное движение и практику религиозными. Кроме того, если бы практикующие Фалуньгун в Китае назвали учение Ли Хунчжи религией, оно бы, по всей вероятности, было бы сразу запрещено. Несмотря на это, исторические и культурные обстоятельства сложились так, что многие стали называть практику Фалуньгун одной из форм китайской религии.
Во второй половине 1990-х годов известный китайский критик Фалуньгун Хэ Цзосю рассматривал это как вредное для молодёжи суеверие и невежественную практику улучшения состояния физического и психического здоровья, действенность которой не подтверждена наукой, другие критически настроенные авторы в ряде китайских СМИ — как феодальное суеверие, псевдонауку и мошенничество, а лидер Буддийской ассоциации Китая Чжао Пучу (по утверждению российского историка буддизма С. А. Горбуновой) называл Фалуньгун «раковой опухолью буддизма».
На Западе Фалуньгун часто классифицируется как религия, потому что содержит в себе теологические и нравственные учения, ставит задачу духовного совершенствования и преобразования, имеет значительное количество канонических текстов. Правозащитные организации рассматривают преследование Фалуньгун как нарушение религиозной свободы; в частности, «Freedom House» в 2001 году присудила Фалуньгун Международную премию религиозной свободы (англ. International Religious Freedom Award). Кандидат философских наук, старший преподаватель кафедры философии и культурологии Востока СПбГУ религиовед А. Д. Зельницкий заключает, что Фалунь да фа относится к синкретическим религиям; той же позиции придерживается ещё ряд исследователей.
В публикациях некоторых русскоязычных и англоязычных журналистов сообщество практикующих Фалуньгун нередко называется сектой (англ. sect) либо культом (cult). Но, по мнению Д. Шехтера, Фалуньгун не удовлетворяет принятым в английском языке определениям этих понятий. Английское sect обычно определяется как ответвление или деноминация внутри установившейся системы верований или мейнстримной церкви. Фалуньгун, хоть и заимствует некоторые идеи и термины из буддизма и даосизма, заявляет о том, что не имеет прямой связи с этими религиями и не происходит от них. Англоязычные социологи употребляют термин sect по отношению к эксклюзивной группе людей, существующей в чётко определённых границах, предъявляющей неукоснительные стандартные требования к принимаемым новым членам и требующей строгой лояльности от действующих. Однако Фалуньгун, как показал Ной Портер (Noah Porter), не обладает такими качествами: это общественное движение не имеет чётко определённых границ и не ведёт сплошного членского учёта, а практиковать Фалуньгун может любой желающий. Черис Шун-цзин Чан (Cheris Shun-ching Chan) так же пишет, что Фалуньгун «категорически не секта»: практикующие не порывают с мирским обществом, а движение Фалуньгун «нежёстко структурировано, [допускает] колеблющееся членство, толерантно по отношению к другим организациям и верованиям» и более заинтересовано в индивидуальном, нежели в коллективном вероисповедании.
В 2008 году российские юристы, доктора юридических наук, профессора РАНХиГС при Президенте РФ М. Н. Кузнецов и И. В. Понкин, изучив информационные материалы движения Фалуньгун, высказали свои опасения насчёт возможных общественно-опасных последствий распространения учения Фалуньгун. Они заявили, что это может привести к экстремистской деятельности и к другим нарушениям законов РФ, что практикующие Фалуньгун могут нанести ущерб самим себе и другим людям, а потому их деятельность должна вызывать повышенный интерес органов государственной власти.

## Пояснения
1. ↑  июнь 2021 года
2. ↑  англ. In any event, a conflict between the authorities and Falun Gong had been brewing for some years, and that conflict is part of a longer history of debate over the place and value of qigong as a whole.
3. ↑  англ. albeit very quietly and politely, making it clear that they would not be treated so shabbily.
4. ↑  англ. world-historical faiths
5. ↑  англ. well-developed institutions, clergy, and textual traditions
6. ↑  «Фалуньгун — это новая форма китайской религии, даже если его приверженцы сами могут вообще не признавать это религией»[120]
7. ↑  Примечание переводчика: английские слова cult и sect не равнозначны русским «культ» и «секта». Слово «культ» в современной России не несёт негативной коннотации и может обозначать отправление культа, то есть религиозные церемонии, обряды, таинства, богослужения и т. п. формы религиозной деятельности отдельных верующих, религиозных групп и организаций, либо особое почитание кого-то или чего-то (культ личности, культ предков, культовое произведение или деятель искусства и т. д.), но не множество людей. В английском языке cult имеет негативную коннотацию и может обозначать религиозную или иную, нередко тоталитарную, группу людей с деструктивной идеологией и практикой. Английское sect не имеет негативной коннотации и обозначает, как правило, относительно малочисленное религиозное или иное идейное сообщество людей, обычно отделившееся от большего сообщества. Русское «секта» имеет негативную коннотацию, почти всегда относится к множеству людей, поддерживающих определённую религиозную или околорелигиозную идею, — как отделившемуся от большего религиозного объединения, так и независимо возникшему.
8. ↑  «[Фалуньгун] заявляет, что не имеет непосредственного предшественника в смысле утверждения своей позиции в происхождении религий. Однако, как будет ясно везде в этой книге, многие термины, которые употребляет Ли Хунчжи, и идеи, подкрепляющие [положения] учения Фалуньгун, найдены в китайских религиях прошлого»[125]